# Timàlia de Borneo
La timàlia de Borneo (Mixornis bornensis) és un ocell de la família dels timàlids (Timaliidae).

## Hàbitat i distribució
Habita boscos, vegetació secundària, matolls i bambú de les terres baixes de les illes Anambas, illes Natuna, Java, Borneo i illes properes a la seua costa nord.